# پوسی‌هت

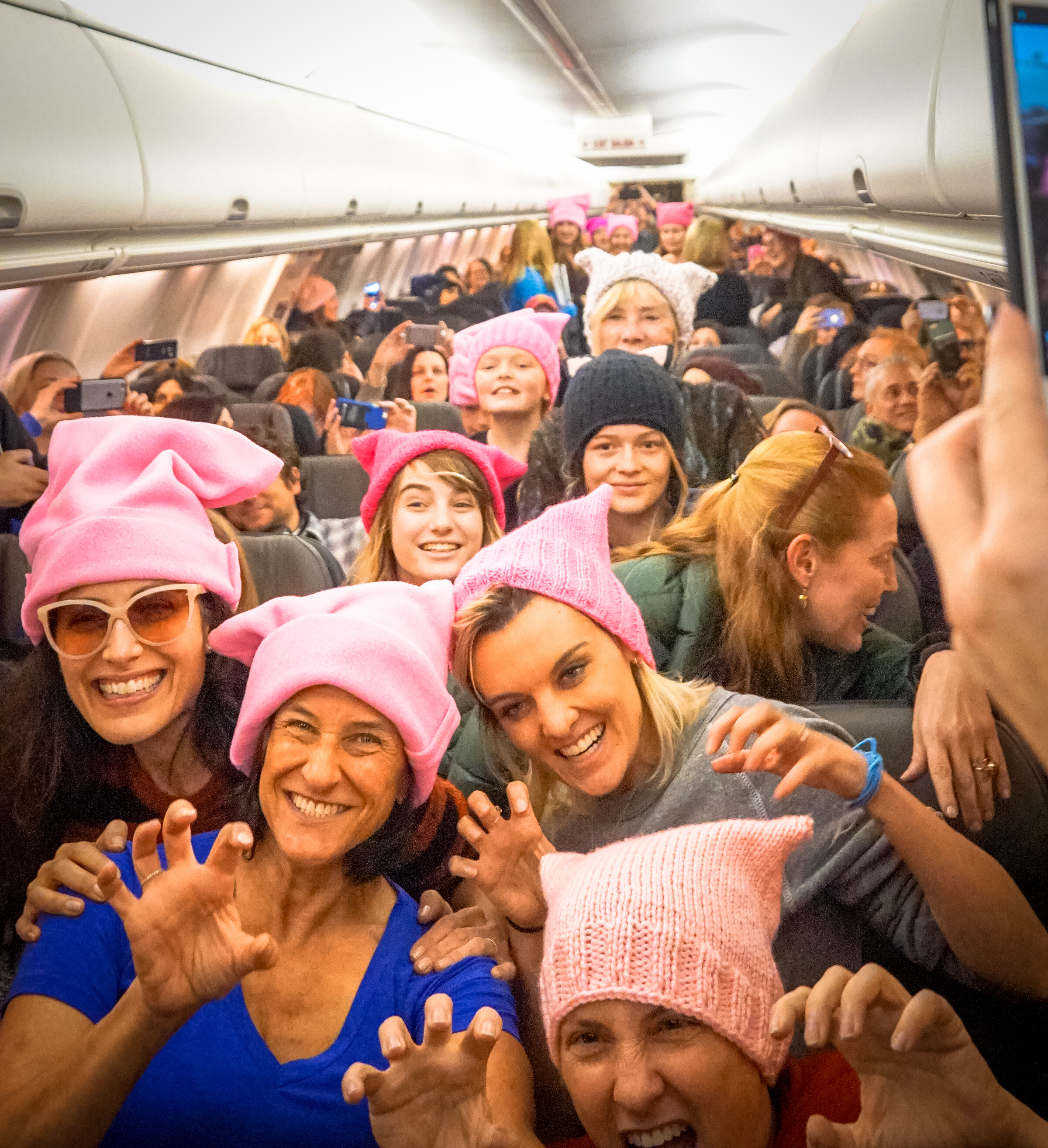
زنان پوسی‌هت پوش در هواپیمایی راهی واشینگتن

پوسی‌هت (به انگلیسی: Pussyhat) کلاهی صورتی و دست‌بافت است که نخستین‌بار در شمار انبوه توسط هزاران داوطلب مرتبط با راهپیمایی سال ۲۰۱۷ زنان در واشینگتن بافته شد. این کلاه‌ها حاصل پروژه‌ای موسوم به پروژه پوسی‌هت هستند که توسط کریستا سو و جینا زویمان، نمایش‌نامه‌نویس و معمار در شهر لس‌آنجلس، راه‌اندازی شد تا زنان در راهپیمایی‌ها بپوشند.
هدف این پروژه تولید یک میلیون کلاه برای راهپیمایی در شهر واشینگتن بود. تولید این کلاه‌ها باعث کمبود نخ بافندگی صورتی در سراسر ایالات متحده شد.

## نام
از واژه پوسی در زبان انگلیسی برای اشاره به گربه و مهبل زنان استفاده می‌شود. گوشه‌های بالای کلاه به گوش‌های گربه شبیه است (که شباهتی با مهبل زنان ندارد) و تلاش برای اصلاح اصطلاح شرم آور «پوسی» دارد، واکنشی اعتراضی به سخنان ترامپ در برنامه‌ای تلویزیونی که در سال ۲۰۰۵ منتشر شد که ترامپ در آن گفته بود زنان به او اجازه می‌دهند آن‌ها را از مهبل بگیرد.